# Red Hill (Trinidad y Tobago)
Red Hill es una localidad de Trinidad y Tobago, que forma parte de la región de Tunapuna-Piarco.

## Toponimia
La localidad también es conocida por el nombre de Redhill.

## Geografía
La localidad abarca parte de la isla Trinidad y limita al norte con D'Abadie, al sur con Oropuna Village-Piarco y Maloney Gardens, al este con Mausica y al oeste con Bon Air Development y Arouca.

## Demografía
Datos demográficos de la localidad de Red Hill:
| Gráfica de evolución demográfica de Red Hill entre 2000 y 2011 |
|                                                                |